# زبوچ
زبوچ (به لهستانی:  Zbucz) یک روستا در لهستان است که در گمینا چژه واقع شده‌است.